# Jorge Mier
Jorge Mier Martínez (Oviedo, 4 de febrero de 1999) es un futbolista español que juega de defensa en el Real Murcia C. F. de la Primera Federación.

## Trayectoria
Hizo su debut sénior con el Real Oviedo Vetusta en Tercera División el 21 de agosto de 2016, empatando 0–0 en casa contra el C. D. Colunga.[cita requerida] Debutó con el primer equipo en Segunda División el 3 de febrero de 2019, en una derrota por 2–1 contra el Cádiz C. F.
El 24 de agosto de 2021 fue cedido a Unionistas de Salamanca Club de Fútbol. Justo un año después llegó a la S. D. Amorebieta tras haber rescindido su contrato con el conjunto ovetense el día anterior.
Estuvo un par temporadas en Amorebieta. En la 2022-23 lograron el ascenso a la Segunda División, contribuyendo con dos goles en los 35 partidos que jugó. En la 2023-24 su protagonismo disminuyó y participó en 23 encuentros. Entonces, el 15 de julio de 2024, firmó por el Real Murcia C. F. que competía en la Primera Federación.

## Clubes
| Club                                   | País   | Año       |
| -------------------------------------- | ------ | --------- |
| Real Oviedo Vetusta                    | España | 2018-2021 |
| Real Oviedo                            | España | 2021-2022 |
| Unionistas de Salamanca C. F. (cedido) | España | 2021-2022 |
| S. D. Amorebieta                       | España | 2022-2024 |
| Real Murcia C. F.                      | España | 2024-     |

## Vida personal
Su hermano gemelo Javi Mier es también futbolista, juega como centrocampista. Su hermano mayor, Tato, también formó parte del Real Oviedo Vetusta, habiendo debutado también con el primer equipo del Real Oviedo en 2006. Es la primera vez que tres miembros de la misma familia llegan a debutar con el primer equipo del Real Oviedo.